# Giovanni Grilli
Giovanni Grilli (Ravenna, 19 novembre 1903 – 30 giugno 1978) è stato un politico italiano.

## Biografia
Aderisce al Partito Comunista d'Italia fin dalla sua fondazione nel 1921. Dopo l'avvento del fascismo partecipa all'organizzazione di una tipografia clandestina. Nel 1927 viene scoperto e condannato a cinque anni, che sconta nel carcere di Fossano, dopo il rilascio nel 1932 viene sottoposto a vigilanza.
Dopo l'8 settembre 1943 partecipa alla lotta di Liberazione ed è attivo nella Resistenza a Milano, Brescia, in Emilia e nelle Marche.
Insegnante, viene eletto alla Camera dei deputati nelle file del Partito Comunista Italiano dalla I alla IV legislatura della Repubblica, rimanendo in carica dal 1948 al maggio 1964, quando si dimette e lascia il seggio a Vincenzo Corghi.
Muore il 30 giugno 1978 all'età di 74 anni.